# Società Sportiva Calcio Venezia 2005-2006
Questa pagina raccoglie le informazioni riguardanti la Società Sportiva Calcio Venezia nelle competizioni ufficiali della stagione 2005-2006.

## Stagione
Nella stagione 2005-2006, dopo la retrocessione dalla B alla Serie C1 ed il fallimento dell'AC Venezia 1907, la tradizione sportiva lagunare continua con la nuova Società Sportiva Calcio Venezia, grazie al Lodo Petrucci, che le ha consentito di ripartire dal girone A del campionato di Serie C2, nel quale ha raccolto 69 punti con il primo posto finale, e conseguente promozione in Serie C1. La stagione dei lagunari è iniziata con il tecnico Andrea Manzo, ma dopo una partenza problematica, con quattro sconfitte nelle prime sei giornate, è stato sostituito da Nello Di Costanzo, che ha guidato gli arancioneroverdi verso una meritata promozione. Già prima con 35 punti al termine del girone di andata, nonostante il difficoltoso inizio, ha poi vinto il campionato con 5 punti di vantaggio sul Cuneo, ottenendo la promozione con due giornate di anticipo. A seguire i Play-off sono stati vinti dall'Ivrea, che ha così ottenuto anch'essa la promozione. A inizio stagione, con la delicata situazione societaria, in bilico tra Serie C2 e Serie D, il Venezia per questa stagione non ha disputato la Coppa Italia di Serie C. Mentre il Venezia ha disputato la Supercoppa di Serie C2, un trofeo giocato a fine maggio tra le tre vincitrici dei tre gironi della Serie C2, Venezia, Gallipoli e Cavese, trofeo vinto dalla Cavese nella sua prima edizione.

## Rosa
| N. |                    | Ruolo | Calciatore             |
| -- | ------------------ | ----- | ---------------------- |
|    | Italia (bandiera)  | C     | Ivan Bellan            |
|    | Italia (bandiera)  | C     | Stefano Bono           |
|    | Italia (bandiera)  | D     | Francesco Caco         |
|    | Italia (bandiera)  | C     | Mattia Collauto        |
|    | Italia (bandiera)  | C     | Luca Conean            |
|    | Italia (bandiera)  | D     | Mario Di Felice        |
|    | Italia (bandiera)  | C     | Luca Di Prisco         |
|    | Nigeria (bandiera) | A     | Kelechi Francis Ibekwe |
|    | Italia (bandiera)  | A     | Alessandro Galli       |
|    | Italia (bandiera)  | D     | Marcello Gazzola       |
|    | Italia (bandiera)  | A     | Manolo Gennari         |
|    | Italia (bandiera)  | P     | Massimo Lotti          |
|    | Italia (bandiera)  | A     | Denis Maccan           |
|    | Italia (bandiera)  | C     | Francesco Marfia       |

| N. |                     | Ruolo | Calciatore             |
| -- | ------------------- | ----- | ---------------------- |
|    | Italia (bandiera)   | D     | Massimiliano Mei       |
|    | Italia (bandiera)   | D     | Massimo Melucci        |
|    | Italia (bandiera)   | A     | Marco Moro             |
|    | Nigeria (bandiera)  | C     | John Otuagomah Olufemi |
|    | Italia (bandiera)   | C     | Alessandro Piovesan    |
|    | Svizzera (bandiera) | C     | Lionel Pizzinat        |
|    | Italia (bandiera)   | C     | Davide Pradolin        |
|    | Italia (bandiera)   | P     | Tiziano Ramon          |
|    | Italia (bandiera)   | P     | Enrico Rossi Chauvenet |
|    | Brasile (bandiera)  | P     | Andrè Sangalli         |
|    | Italia (bandiera)   | D     | Davide Scantamburlo    |
|    | Italia (bandiera)   | D     | Cristian Servidei      |
|    | Italia (bandiera)   | D     | Andrea Villotta        |

## Risultati

### Serie C2 - girone A

#### Girone di andata
| Arbitro: | Burdin (Cormons) |

|  |           |                 |
|  | Marcatori | 48’ Facchinetti |

| Arbitro: | Scoditti (Bologna) |

|                                    |           |                  |
| Bachlechner 10’, 37’ Spagnolli 23’ | Marcatori | 90’ Scantamburlo |

| Arbitro: | Meli (Parma) |

|  |           |                                              |
|  | Marcatori | 20’ (rig.) Sgrò 30’ Crocetti 45+1’ Sambugaro |

| Arbitro: | Marrocco (Pisa) |

|  |           |              |
|  | Marcatori | 28’ Collauto |

| Venezia 25 settembre 2005 5ª giornata | Venezia               | 0 – 0 | Sanremese | Stadio Pierluigi Penzo\| Arbitro: \| Cammi (Reggio Emilia) \| |
| Arbitro:                              | Cammi (Reggio Emilia) |       |           |                                                               |

| Arbitro: | Zanichelli (Genova) |

|                                              |           |             |
| Cantone 28’ (rig.) Pierobon 31’ Cristini 41’ | Marcatori | 86’ Gennari |

| Arbitro: | Burdin (Cormons) |

|                             |           |  |
| Pradolin 3’, 9’ M. Moro 15’ | Marcatori |  |

| Arbitro: | Petroselli (Viterbo) |

|                         |           |  |
| Gennari 25’ Olufemi 76’ | Marcatori |  |

| Arbitro: | Candussio (Cervignano del Friuli) |

|                       |           |                                       |
| Sardelli 8’ Zubin 49’ | Marcatori | 13’ Pradolin 23’ M. Moro 82’ A. Galli |

| Arbitro: | Gambini (Roma) |

|                            |           |  |
| M. Moro 43’ Pradolin 45+1’ | Marcatori |  |

| Arbitro: | D'Alesio (Forlì) |

|             |           |                          |
| Mazzini 15’ | Marcatori | 42’ M. Moro 90’ Pradolin |

| Arbitro: | Baracani (Firenze) |

|                                             |           |            |
| Gennari 35’ M. Moro 36’, 69’ Pradolin 45+1’ | Marcatori | 89’ Sinato |

| Arbitro: | Vuoto (Livorno) |

|            |           |              |
| Cunico 73’ | Marcatori | 80’ Collauto |

| Arbitro: | Borracci (San Benedetto del Tronto) |

|                              |           |  |
| Friso 26’ (aut.) M. Moro 63’ | Marcatori |  |

| Arbitro: | Musolino (Catania) |

|  |           |             |
|  | Marcatori | 12’ M. Moro |

| Arbitro: | Zanchin (Biella) |

|          |           |  |
| Bono 23’ | Marcatori |  |

| Arbitro: | Damato (Barletta) |

|            |           |                         |
| Scapini 7’ | Marcatori | 5’ Olufemi 41’ Pradolin |

#### Girone di ritorno
| Arbitro: | Candussio (Cervignano del Friuli) |

|         |           |            |
| Masi 4’ | Marcatori | 82’ Maccan |

| Arbitro: | Rubino (Salerno) |

|                         |           |  |
| M. Moro 11’ Gennari 83’ | Marcatori |  |

| Crema 22 gennaio 2006 20ª giornata | Pergocrema       | 0 – 0 | Venezia | Stadio Giuseppe Voltini\| Arbitro: \| Pinzani (Empoli) \| |
| Arbitro:                           | Pinzani (Empoli) |       |         |                                                           |

| Arbitro: | La Mura (Nocera Inferiore) |

|                        |           |  |
| Collauto 8’ Ibekwe 59’ | Marcatori |  |

| Arbitro: | Lena (Ciampino) |

|              |           |             |
| Federici 16’ | Marcatori | 46’ Gennari |

| Arbitro: | Mannella (Avezzano) |

|                        |           |  |
| Ibekwe 63’ (rig.), 82’ | Marcatori |  |

| Arbitro: | Gervasoni (Mantova) |

|                    |           |                    |
| Ghezzal 54’ (rig.) | Marcatori | 27’ (rig.) M. Moro |

| Arbitro: | Didato (Agrigento) |

|                        |           |             |
| Tagliente 90+5’ (rig.) | Marcatori | 15’ M. Moro |

| Arbitro: | Gallione (Alessandria) |

|                         |           |           |
| Pradolin 30’ Ibekwe 82’ | Marcatori | 55’ Zubin |

| Arbitro: | Celi (Bari) |

|            |           |  |
| Sotgia 21’ | Marcatori |  |

| Arbitro: | Burdin (Cormons) |

|             |           |  |
| Melucci 78’ | Marcatori |  |

| Arbitro: | Zanzi (Lugo di Romagna) |

|  |           |            |
|  | Marcatori | 6’ Melucci |

| Arbitro: | Ballo (Trapani) |

|                            |           |                     |
| Ibekwe 70’ Di Felice 90+2’ | Marcatori | 15’, 47’ Gasparello |

| Arbitro: | Barbirati (Ferrara) |

|  |           |              |
|  | Marcatori | 82’ Piovesan |

| Arbitro: | Candussio (Cervignano del Friuli) |

|                                |           |                       |
| M. Moro 37’ (rig.) Gennari 67’ | Marcatori | 73’ (rig.) D. Bettini |

| Arbitro: | Damato (Barletta) |

|             |           |                                       |
| Zanardo 51’ | Marcatori | 31’ Pradolin 49’ Gennari 87’ A. Galli |

| Arbitro: | Grazioli (Maniago) |

|                   |           |           |
| Ibekwe 66’ (rig.) | Marcatori | 24’ Fummo |

### Supercoppa di Serie C
| Arbitro: | Gallione (Alessandria) |

|            |           |                            |
| Ibekwe 46’ | Marcatori | 6’ Nocerino 28’ T. D'Amico |

| Arbitro: | Guerriero (Catanzaro) |

|              |           |              |
| Schetter 10’ | Marcatori | 43’ Raimondi |

| Gallipoli 21 maggio 2006 3ª giornata | Gallipoli           | 0 – 0 | Venezia | Stadio Antonio Bianco\| Arbitro: \| Barletta (Bernalda) \| |
| Arbitro:                             | Barletta (Bernalda) |       |         |                                                            |